# Hubert Taczanowski
Hubert Taczanowski  (* 1. Oktober 1960 in Warschau, Polen; † 4. Juni 2024 in London) war ein polnischer Kameramann.

## Leben
Hubert Taczanowski gehörte dem polnischen Adelsgeschlecht Taczanowski an und wurde als Sohn von Stanisław Taczanowski und Maria, geborene Grabska, in Warschau geboren. Nachdem er an der Staatlichen Hochschule für Film, Fernsehen und Theater Łódź graduierte, arbeitete er als Kameramann für Werbespots und für Musikvideos, bevor er 1995 erstmals mit dem europäischen Drama Das Handbuch des jungen Giftmischers eigenverantwortlich einen Spielfilm drehte. Seitdem war er vor allem in B-Movies wie Der Macher, Alle lieben Oscar und Wild Things 3 sowie Fernsehserien als Kameramann tätig. Sein Schaffen umfasst mehr als 40 Produktionen.
Im Januar 2007 heiratete Taczanowski die britische Kostümdesignerin Stephanie Collie, mit der er wahlweise in London und New York lebte. Außerdem war er ein Cousin von Elfi von Dassanowsky und Robert von Dassanowsky.

## Filmografie (Auswahl)
- 1995: Das Handbuch des jungen Giftmischers (The Young Poisoner’s Handbook)
- 1996: Letzte Ausfahrt Erde (Last Exit to Earth)
- 1997: Der Macher (The Maker)
- 1998: Break Up – Nackte Angst (Break Up)
- 1998: Chicago Cab
- 1998: The Opposite of Sex – Das Gegenteil von Sex (The Opposite of Sex)
- 2000: Ghetto Superstar (Turn It Up)
- 2002: Alle lieben Oscar (Tadpole)
- 2002: Deathwatch
- 2002: Unsichtbare Augen (My Little Eye)
- 2005: Wild Things 3 (Wild Things: Diamonds in the Rough)
- 2006: Party Animals 2 (Van Wilder 2: The Rise of Taj)
- 2007: Dragon Wars (디워 (D-War))
- 2010: Between Two Fires
- 2011: Beat the World
- 2013: The Look of Love
- 2018: Mrs. Wilson (Fernsehdreiteiler)
- 2019: Johanna – Eine (un)typische Heldin (How to Build a Girl)
- 2020: Love Wedding Repeat